# Ottar (namn)
Ottar är ett mansnamn.  Det kommer från fornnordiska ótti (rädsla) och harjaR (krigare, här).[källa behövs] Östergötlands runinskrifter 18 innehåller namnet.
Ottar hade födelsedag i Sverge den 9 april mellan 1986 och 1993. 
Namnet bars av 131 personer 2023.

## Personer med namnet
- Ottar Vendelkråka (500-talet) historisk eller mytisk sveakung
- Ottar från Hålogaland (800-talet) norsk sjöfarare
- Ottar svarte (ca 994–1060) isländsk skald
- Ottar – smeknamn på en norsk-svensk sexualupplysningspionjär, se Elise Ottesen-Jensen (1886-1973)